# Prison of Desire
Prison of Desire − debiutancki album holenderskiego zespołu After Forever wydany w 2000 roku. W ostatnim utworze Beyond Me gościnnie występuje Sharon den Adel, wokalistka Within Temptation. W 2008 roku ukazała się dwupłytowa reedycja albumu. 

## Lista utworów
1. Mea Culpa (The Embrace That Smothers - Prologue) – 2:00
2. Leaden Legacy (The Embrace That Smothers, Pt. I) – 5:07
3. Semblance of Confusion – 4:09
4. Black Tomb – 6:29
5. Follow in the Cry (The Embrace That Smothers, Pt. II) – 4:08
6. Silence from Afar – 5:51
7. Inimical Chimera – 5:00
8. Tortuous Threnody – 6:13
9. Yield to Temptation (The Embrace That Smothers, Pt. III) – 5:53
10. Ephemeral – 3:05
11. Beyond Me (z Sharon den Adel) – 6:41

Utwory bonusowe:
- Wings of Illusion – 7:26 (Japońska edycja)
- Leaden Legacy (Instrumental Version) – 5:09 (Edycja limitowana)
- Silence From Afar (radio edit) - 4:37 (Edycja Chilijska)

### Reedycja z 2008 roku
CD 1:
1. Mea Culpa (The Embrace That Smothers - Prologue) – 2:00
2. Leaden Legacy (The Embrace That Smothers, Pt. I) – 5:07
3. Semblance of Confusion – 4:09
4. Black Tomb – 6:29
5. Follow in the Cry (The Embrace That Smothers, Pt. II) – 4:08
6. Silence from Afar – 5:51
7. Inimical Chimera – 5:00
8. Tortuous Threnody – 6:13
9. Yield to Temptation (The Embrace That Smothers, Pt. III) – 5:53
10. Ephemeral – 3:05
11. Beyond Me (z Sharon den Adel) – 6:41

Utwory bonusowe:
- Wings of Illusion 7:22
- Mea Culpa 2:01 (Instrumental version)
- Mea Culpa 1:50 (A capella version)
- Semblance of Confusion 4:07 (Instrumental version)
- Follow In The Cry 4:05 (Instrumental version)
- Follow in the Cry 1:20 (A capella version)

CD 2:
1. Silence from Afar 5:55
2. Wings of Illusion 7:21
3. Follow In The Cry 4:04
4. Yield To Temptation 5:52
5. Semblance To Confusion 4:06
6. Beyond Me (z Sharon Den Adel) 6:13
7. Black Tomb 6:29
8. Tortuous Threnody 6:10
9. Ephemeral 3:03
10. Inimical Chimera 4:58
11. Silence from Afar 5:50
12. Mea Culpa 2:01
13. Leaden Legacy 5:04
14. Wings of Illusion 7:21

## Twórcy
- Floor Jansen - wokal
- Mark Jansen - gitara, scream
- Sander Gommans - gitara
- Luuk van Gerven - gitara basowa
- Jack Driessen - keyboard
- Joep Beckers - perkusja